# Alexander Tolstoy (konstnär)
Alexander Tolstoy, född 1895 i Sankt Petersburg, död 1969, var en rysk-svensk greve och målare, verksam i Dalarna. 
Tolstoy utbildade sig vid Konstakademin i Prag och studerade därefter i ett flertal länder. Hans konst består av nakenstudier och kvinnor i nationaldräkter utförda i olja. Tolstoy är representerad vid Litografiska museet.